# Williams International FJ44

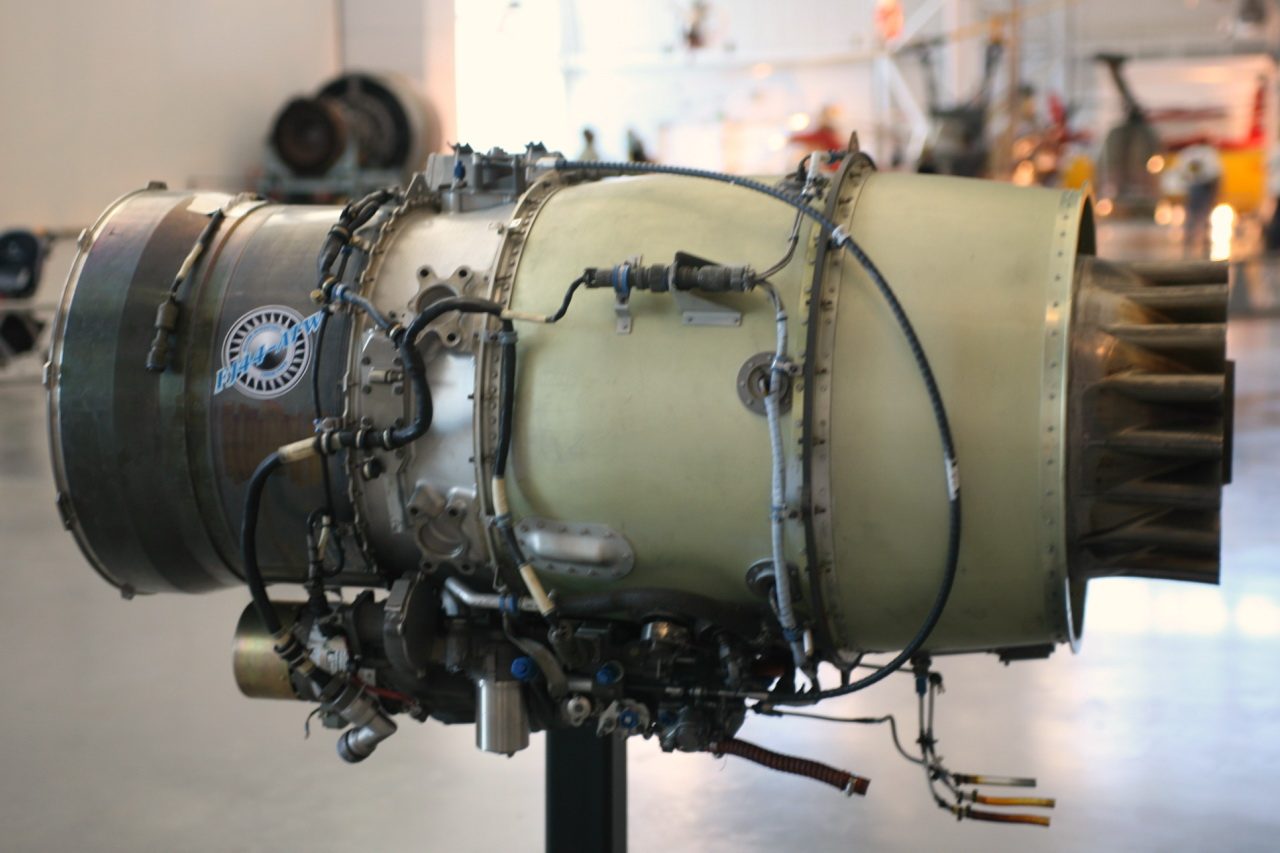
Williams International FJ44-3ATW

Das Williams International FJ44 ist eine Familie von Zweiwellen-Turbofantriebwerken der amerikanischen Firma Williams International, die für den Einsatz in leichten strahlgetriebenen Geschäftsreiseflugzeugen entwickelt worden sind. Bis zum Boom der Minijets war das FJ44 eines der kleinsten verfügbaren zivilen Turbofantriebwerke. Obwohl es ursprünglich ein Entwurf von Williams war, beteiligte sich Rolls-Royce schon in der Anfangszeit mit dem Entwurf, der Entwicklung und Produktion der luftgekühlten Hochdruckturbine.
Der Erstflug des FJ44 erfolgte am 12. Juli 1988 als Triebwerk für die Scaled Composites/Beechcraft Triumph.

## Modelle
Die Produktion begann 1992 mit der 8,45 kN abgebenden Version FJ44-1A. Sie hatte einen einstufigen Fan mit 531 mm Durchmesser mit einer einzelnen Mitteldruckstufe (Booster), die durch eine zweistufige Niederdruckturbine angetrieben wird. Weiterhin enthält sie eine zentrifugalen Hochdruckverdichter, der durch eine einstufige Hochdruckturbine angetrieben wird und eine ringförmige Brennkammer. Der spezifische Kraftstoffverbrauch bei 8,45 kN Schub (SLS, ISA) soll bei 0,456 lb/hr/lbf liegen. Bei der gedrosselten Version FJ44-1C mit 6,67 kN soll dieser bei 0,460 lb/hr/lbf liegen.
Eine leistungsgesteigerte Version, das FJ44-2A mit 10,23 kN Schub, wurde 1997 zugelassen. Sie hat einen Fan mit 551 mm Durchmesser und zwei zusätzlichen Boosterstufen, um den Kerndurchsatz zu erhöhen. Weiterhin wurden ein Abgasmischer und ein elektronisches Kraftstoffkontrollsystem eingebaut. Das FJ44-2C mit 10,67 kN Schub ist dem -2A ähnlich, enthält aber ein hydromechanisches Kraftstoffkontrollsystem.
Weitere Verbesserungen wurden mit dem 2004 zugelassenen und 12,54 kN Schub liefernden FJ44-3A eingeführt. Es ähnelte dem -2A, war aber mit einem größeren Fan und einem Zweikanal-FADEC ausgestattet. Das FJ44-3A-24 mit 11,08 kN ist eine gedrosselte Version des -3A.
In der Entwicklung (ab Anfang 2006) befindet sich das 16,01 kN Schub abgebende FJ44-4 mit einem hochentwickelten Fan größeren Durchmessers als der der Version -3.
2005 wurde mit dem FJ44-1AP eine neue Version mit kleinerer Leistung zugelassen. Das Triebwerk hat 8,74–9,34 kN Startschub, einen um 5 % niedrigeren spezifischen Kraftstoffverbrauch und kommt mit einer niedrigeren Kerntemperatur (Lebensdauererhöhung) aus. Es ist dem -1A ähnlich, sein Fan hat aber ein höheres Druckverhältnis. Hinzu kommen eine neue Brennkammer und Niederdruckturbine, ein neuer Nebenstrommischer und ein Zweikanal-FADEC.
Zusätzlich zur FJ44-Familie wurde mit dem Williams FJ33 (zugelassen ab 2004) eine kleinere Triebwerksfamilie eingeführt, die auf dem grundlegenden Design des FJ44 basiert.

## Technische Daten
| FJ44                                         |         |         |            |         |         |         |            |        |
| Modell                                       | FJ44-1A | FJ44-1C | FJ44-1AP   | FJ44-2A | FJ44-2C | FJ44-3A | FJ44-3A-24 | FJ44-4 |
| Schub (kN)                                   | 8,452   | 6,672   | 8,741–9,34 | 10,231  | 10,676  | 12,544  | 11,076     | 16,014 |
| Spezifischer Kraftstoffverbrauch (lb/hr/lbf) | 0,456   | 0,460   | ?          | ?       | ?       | ?       | ?          | ?      |
| Trockengewicht (kg)                          | 209     | 209     | 208        | 231     | 236     | 238     | 243        | 295    |
| Gesamtlänge (m)                              | 1,354   | 1,354   | 1,471      | 1,290   | 1,519   | 1,585   | 1,585      | 1,742  |
| geschätzter Fandurchmesser (mm)              | 531     | 531     | 526        | 551     | 551     | 582     | 582        | 640    |

## Einsatz
Die folgenden Flugzeuge verwenden FJ44-Triebwerke:
- FJ44-1
  - Scaled Composites/Beechraft Triumph (Erstflug des FJ44)
  - Cessna Citation Jet 1
  - Cessna Citation Jet 1+
  - Saab SK60
- FJ44-2
  - Cessna Citation Jet 2
  - Hawker Beechcraft 390 Premier (früher: Raytheon Premier I)
  - Scaled Composites Proteus
  - Citation FJ44 Eagle und Stallion
  - Sino-Swearingen SJ30-2
  - SpiritWing (veränderte Learjet 25)
  - Virgin Atlantic GlobalFlyer
- FJ44-3
  - Cessna Citation Jet 2+
  - Cessna Citation Jet 3
  - Grob G180 SPn
  - Piper Jet
- FJ44-4
  - Cessna Citation Jet 4
  - Pilatus PC-24
  - Aero L-39NG
  - Alenia Aermacchi M-345